# Linia kolejowa nr 97
Linia kolejowa nr 97 Skawina – Żywiec – jednotorowa, zelektryfikowana linia kolejowa o długości 82,708 km, otwarta w 1884 roku. Linia była częścią Galicyjskiej Kolei Transwersalnej.

## Elektryfikacja i modernizacja
Początek elektryfikacji linii nastąpił w latach 70., kiedy zelektryfikowano odcinek Skawina – Sucha Beskidzka, na którym sieć trakcyjną oddano do użytku 17 lipca 1974 roku. Dalsza elektryfikacja linii postępowała w latach 80., kiedy w dniu 29 września 1983 roku oddano do użytku sieć trakcyjną na odcinku Sucha Beskidzka – Lachowice. Ostatnim zelektryfikowanym odcinkiem były Lachowice – Żywiec, na którym sieć trakcyjną oddano do użytku w dniu 26 października 1989 roku i tym samym zakończono elektryfikację linii.
30 grudnia 2014 PKP PLK podpisały ze Skanską umowę na budowę linii kolejowej nr 625 Sucha Beskidzka Północ – Sucha Beskidzka Południe (łącznicy pomiędzy liniami 97 i 98) oraz nowego przystanku Sucha Beskidzka Zamek. Dzięki tej łącznicy pociągi z Krakowa do Zakopanego będą mogły minąć stację Sucha Beskidzka, na której dochodzi do zmiany kierunku jazdy. Budowa łącznicy zakończyła się pod koniec 2016 roku, a jej uruchomienie miało miejsce 11 czerwca 2017.
Pod koniec maja 2017 PKP PLK podpisały ze swoją spółką zależną – PNUIK – umowę na modernizację linii na całej długości wraz z budową nowego przystanku Radziszów Centrum i zaprojektowanie łącznicy w Kalwarii Zebrzydowskiej z linią nr 117. 22 marca 2018, ze względu na prace modernizacyjne, wprowadzono na linii zastępczą komunikację autobusową.
W czerwcu 2024 PKP PLK podpisały ze Strabagiem umowę na modernizację linii na odcinku Sucha Beskidzka – Żywiec. Umowa objęła m.in. wymianę 35 km torów i sieci trakcyjnej, modernizację peronów, przepustów i przejazdów kolejowo-drogowych.

## Charakterystyka techniczna
Linia na użytkowanych odcinkach jest klasy C3 (z wyjątkiem odcinka Sucha Beskidzka – Hucisko, gdzie linia jest klasy B2); maksymalny nacisk osi wynosi 221 kN dla lokomotyw oraz 196 kN dla wagonów (od Suchej Beskidzkiej do Huciska – maksymalny nacisk osi 204 kN dla lokomotyw oraz 177 kN dla wagonów), a maksymalny nacisk liniowy wynosi 71 kN (od Suchej Beskidzkiej do Huciska – 63 kN) (na 1 metr bieżący toru). Sieć trakcyjna jest typu C120-2C oraz jest przystosowana, w zależności od odcinka, do maksymalnej prędkości do 110 km/h; obciążalność prądowa wynosi 1725 A, a minimalna odległość między odbierakami prądu wynosi 20 m. Linia wyposażona jest w elektromagnesy samoczynnego hamowania pociągów.

## Połączenia
Od 2010 do 2014 roku Małopolski Zakład Przewozów Regionalnych nie realizował przewozów pasażerskich pociągami osobowymi w relacji Sucha Beskidzka – Żywiec – Sucha Beskidzka. Po linii kursował sezonowo pociąg Interregio Giewont relacji Częstochowa – Zakopane. 9 stycznia 2015 r. uruchomiono pilotażowe połączenia Przewozów Regionalnych w ww. relacji w liczbie czterech pociągów tygodniowo. Zostały one ponownie zawieszone w grudniu tego samego roku. Od grudnia 2016 roku w rozkładzie jazdy 2016/2017 przywrócono weekendowe połączenia PolRegio Sucha Beskidzka – Żywiec wraz z uruchomieniem pociągu Pilsko w relacji Kraków Główny – Żywiec. Spółka PKP Intercity w rozkładzie jazdy 2016/2017 uruchomiła (na odcinku Żywiec – Sucha Beskidzka) pociąg TLK Halny do Zakopanego. W rozkładzie jazdy 2016/2017 uruchomiono także pilotażowe pociągi sezonowe do Zakopanego spółki Koleje Śląskie. Duże zainteresowanie podróżnych przełożyło się na uruchomienie połączenia także w rozkładzie jazdy 2017/2018.